# Castelo de Vermondie
Manoir de la Vermondie é um château em Dordogne, Nouvelle-Aquitaine, na França. Tornou-se um Monumento Histórico em 1948.
Em 2014, esteve colocado à venda por cerca de £ 5M.